# Æthelric (Deira)

Deira und seine Nachbarreiche

Æthelric (auch Aethelric, ÆÞelric, Ethelric; † um 593 oder um 604) war von 588 bis 593 oder von 599? bis 604 König des angelsächsischen Königreiches Deira.

## Leben
Die Quellenlage zu Æthelric ist sehr unsicher; zeitgenössische Angaben fehlen gänzlich. Die Angelsächsische Chronik aus dem 9. Jahrhundert erwähnt, dass Æthelric im Jahr 588 als König auf Ælle folgte und fünf Jahre regierte. Des Weiteren wird ein Æthelric dort als Vater des Æthelfrith und als Sohn des Königs Ida von Bernicia genannt. Historiker sind geteilter Meinung, ob Ælles Nachfolger und Æthelric von Bernicia als dieselbe Person anzusehen sind. Möglicherweise war Æthelric ein Bruder Ælles und somit Sohn des Yffi. Andere Historiker sehen Ælle als seinen möglichen Vater an.
Æthelrics Vorgänger Ælle starb um das Jahr 588/590. Nach der Vita Oswaldi aus dem 12. Jahrhundert soll Æthelric ihn getötet haben. Möglicherweise war Deira während Æthelrics Herrschaft vom nördlich angrenzenden Königreich Bernicia abhängig, dessen König Æthelfrith an einer Ausdehnung seiner Herrschaft arbeitete. Um das Jahr 604 fiel Æthelfrith in Deira ein und besiegte Æthelric, der vermutlich im Kampf fiel. Æthelfrith trieb 604 die männlichen Angehörigen des Königshauses ins Exil. Um seine Herrschaft über Deira weiter zu legitimieren, heiratete er Acha, die Tochter des vormaligen Königs Ælle von Deira. Edwin, der als Sohn Ælles ebenfalls Thronansprüche hatte, floh außer Landes zum walisischen König von Gwynedd. Æthelfrith setzte in der Folge alles daran, ihn auszuschalten.